# Hamr (Jindřichův Hradec)
Hamr é uma comuna checa localizada na região da Boêmia do Sul, distrito de Jindřichův Hradec.